# Wrong Turn 2 - Senza via di uscita
(Slogan promozionale del film nel DVD)
Wrong Turn 2 - Senza via di uscita (Wrong Turn 2: Dead End) è un film horror del 2007 diretto da Joe Lynch. Un film direct-to-video che costituisce il secondo capitolo della saga horror/splatter iniziata nel 2003 con Wrong Turn, è stato commercializzato nel mercato home video statunitense a partire dal 9 ottobre 2007, mentre in Italia dal 23 luglio dello stesso anno.

## Trama
La cantante Kimberly sta guidando attraverso il bosco per partecipare al reality show Survivor. Mentre la donna si sta lamentando per il gioco troppo duro con il suo agente, improvvisamente investe un ragazzo; mentre si appresta a soccorrerlo, lui la aggredisce, mangiandole parte della faccia, ed in seguito un altro mutante la attacca con un'ascia, squarciandola in due.
Alla nuova edizione del reality, il conduttore Dale Murphy, ex militare, mostra ai 6 nuovi concorrenti la foresta dove dovranno svolgere il reality per alcuni giorni. A causa dell'assenza di Kimberly, il regista Michael convince la sua fidanzata Mara, anche produttrice del programma, a sostituirla e lei si lascia convincere.
I concorrenti vengono divisi in squadre da due e si sparpagliano nel bosco. Nel frattempo, una telecamera riprende il cannibale con tre dita mentre attacca ed uccide Nil, l'aiuto regista, che si era addentrato nel bosco. In seguito altri due cannibali catturano Dale, mentre sistema le ultime apparecchiature per il reality nel bosco.
Intanto Michael cerca di aggiungere forzatamente delle scene di sesso nel reality tra Elena e Jake; dunque, Elena cerca di instaurare una relazione con Jake, secondo le direttive di Michael. Giunti nei pressi di un fiume Elena si spoglia ma Jake non ci sta e se ne va. Elena decide allora di fare sesso con Michael per riuscire a rimanere nel programma come protagonista. La scena viene vista da uno dei mutanti, che si masturba ma sorpreso dalla moglie viene malmenato.
Nel frattempo Mara e la concorrente Nina si dirigono al fiume, seguendo le istruzioni del gioco, e Mara vede Michael e Elena al fiume. Sconvolta, decide di abbandonare il programma e quindi, aiutata da Nina, cerca una zona dove possa trovare un telefono ed entra in una vecchia casa di legno. Pochi minuti dopo essersi addentrati furtivamente nella casa, la famiglia padrona torna e la coppia si trova ad osservare dalla stanza accanto il parto di una donna mutante, assistita da due figli, un maschio (quello investito da Kimberly) e una femmina. Scoperte, riescono a uscire dalla casa in tempo, ma mentre scappano arriva un altro mutante che uccide Mara con un'ascia e si mette alla ricerca di Nina, che però fa in tempo a nascondersi dietro ad un cespuglio. Tuttavia, il cannibale viene interrotto dall'arrivo di un altro mutante a bordo di un rimorchiatore su cui è legato il corpo di Mara.
Una sorella mutante scopre che il fratello sta spiando Elena, che si sta riposando in riva al fiume in costume, poiché ne è attratto, e ingelositasi decide di colpire senza pietà con un coltello Elena, uccidendola.
In contemporanea, Dale è legato a testa in giù, tenuto ostaggio dal mutante con tre dita che lo tortura continuamente. Approfittando di un momento di distrazione, Dale si libera e ingaggia una lotta con lui, uccidendolo poi con un colpo di fucile.
Michael torna nel retro del furgone, dove nota l'assenza dell'altro regista, dopodiché vede attraverso le telecamere che qualcuno sta salendo a bordo del furgone, ma prima che possa agire il mezzo viene messo in moto. Scopre poi che a guidare ci sono i mutanti che hanno assalito Nina e Mara, che lo inchiodano al caravan con una freccia.
Jonesy, Amber e Jake, ignari del pericolo, fanno un barbecue con la carne trovata attorno ad un falò. I tre, raggiunti da Nina, si fanno raccontare la storia terrificante accaduta a Mara, e riconoscendo il tatuaggio di Kimberly sulla carne che stavano mangiando decidono di scappare dal bosco raggiungendo il caravan. Nina rimane ferita a un piede e Jake si offre di aiutarla mentre gli altri cercano aiuto.
Dale, che è fuggito dalla foresta, raggiunge una casa dove un signore anziano sta pulendo il sangue del parto e lo minaccia con il fucile. Mentre si cura delle ferite infertegli da Tre dita, il vecchio gli racconta la storia di una famiglia che viveva nel bosco, che a seguito delle contaminazioni di una fabbrica ormai chiusa ha iniziato ad avere figli mutanti. Poi aggredisce Dale, rivelando di essere il padre dei mutanti, ma il soldato lo fa esplodere con la dinamite presente nella casa, liberandosi dell’ennesimo pericolo.
Nel frattempo, i sopravvissuti si imbattono nei due fratelli che stanno copulando, scambiando inizialmente la sorella per Elena perché indossa i capelli di quest'ultima. Dopo un breve combattimento i concorrenti del reality riescono a scappare dividendosi, ma Jonesy cade in una trappola. Amber cerca di aiutarlo, ma finisce anche lei appesa con una corda e vengono entrambi uccisi con una freccia.
Nina e Jake si recano alla vecchia cartiera, dove i mutanti hanno portato le macchine di tutte le loro vittime, ed a bordo del furgone della troupe vedono Michael legato a una sedia, che viene decapitato. Subito dopo vengono catturati ed imprigionati dai mutanti, in attesa di essere mangiati, ma prima che vengano uccisi Dale - in preda all'ira - entra nella casa massacrando i fratelli con della dinamite, libera Nina e Jake e successivamente viene barbaramente ucciso dal padre dei fratelli.
Approfittando della confusione, Nina e Jake si allontanano il più possibile dal luogo degli orrori, ma si trovano ad affrontare i 2 mutanti ed in seguito ad un acceso combattimento riescono ad eliminarli, buttandoli nel trita carte. Infine, dopo aver trovato la macchina sulla quale Kimberly viaggiava all’inizio del film, prendono la strada per tornare in città.
In conclusione, il film mostra il figlio della mutante ancora in fasce che viene allattato con un biberon.

## Produzione
La lavorazione è iniziata il 29 maggio 2006 ed è finita il 30 giugno dello stesso anno. Le principali ambientazioni si sono filmate ai Vancouver Film Studios.

## Promozione
Il primo teaser trailer è stato presentato il 25 febbraio 2007 all'edizione del Fangoria's Weekend of Horrors tenutasi a Chicago (USA).
Il 2 marzo, il primo trailer è stato pubblicato online. Il 18 marzo un secondo trailer di media durata è stato mostrato alla convention del WizardWorld a Los Angeles (USA).

### Slogan
- Nella foresta, solo loro possono sentire le tue grida!
- Arriva l'horror che cannibalizza tutti gli altri.
- Il male aspetta.

## Critica
Nonostante il film sia uscito direttamente in DVD, ha avuto infatti recensioni e critiche molto positive. Ha ricevuto il 78% di critiche positive. Solitamente, il primo film è il più apprezzato, ma non nel caso del sequel di Wrong Turn. Di diverso parere IMDb, che come voto gli dà un 5,4/10, al contrario del primo capitolo che di voto prese un 6/10.